# Daan Rots
Daan Rots (* 25. Juli 2001 in Groenlo) ist ein niederländischer Fußballspieler, der aktuell bei FC Twente Enschede unter Vertrag steht.